# Roland Głowacki
Roland Głowacki (4 grudnia 1923 w Ostrowcu Świętokrzyskim, zm. 24 września 2005 w Szczecinie) – polski aktor teatralny, filmowy i telewizyjny, reżyser.

## Życiorys
Roland Głowacki urodził się 4 grudnia 1923 roku w Ostrowcu Świętokrzyskim. Pochodził z zamożnej rodziny. Jego dziadek był właścicielem cegielni. Ojciec, Mieczysław Kordian, był jednym z pierwszych w kraju pilotów. Szkołę pilotażu ukończył we Francji. W czasie I wojny światowej był internowany przez Niemców. Po tragicznej śmierci amerykańskiego przyjaciela, Rolanda, imię to nadał swojemu synowi, podtrzymując tym samym tradycję literackich imion męskich przedstawicieli rodu Głowackich.
Wbrew rodzicom, którzy myśleli o karierze muzycznej syna, Roland Głowacki wykazywał liczne zainteresowania sportowe. Oprócz piłki nożnej uprawiał także piłkę wodną. Wraz z drużyną KSZO Ostrowiec wywalczył tytuł mistrza Polski w tej dyscyplinie. Obiecującą karierę sportową przerwała wojna. W czasie okupacji służył w partyzantce Armii Krajowej. Po wojnie z tego powodu był wielokrotnie wzywany na przesłuchania i aresztowany na 48 godzin. 
Po opuszczeniu Ostrowca, spełniając życzenie mamy i babci (ojciec zginął w obozie w Dachau), postanowił zostać lekarzem. Po zdaniu egzaminów, studiował w poznańskiej Akademii Medycznej, jednak po trzecim roku, nie czując powołania do przyszłego zawodu, studia przerwał.  
Wyjechał z Poznania do Łodzi, gdzie zarabiał na życie m.in. jako instruktor pływacki i fryzjer. Po namowie koleżanki spróbował sił w łódzkim Teatrze Lalek „Arlekin”. W sezonie 1950/51 (od 1 IX 50 do 31 I 51) należał do stałego zespołu aktorskiego tego teatru. Później związał się z warszawskim Artosem (1951-1954), gdzie grał i reżyserował. Kolejno występował na scenach Zielonej Góry, Częstochowy, Łodzi, Olsztyna i Elbląga. 
Po etapie występów estradowych, w 1961 roku złożył eksternistyczny egzamin aktorski. Jego filmowa kariera aktorka rozpoczęła się w 1957 roku. Mimo dobrych warunków fizycznych i warsztatu aktorskiego na wysokim poziomie, reżyserzy rzadko obsadzali Głowackiego w filmach. Poza jedną, pierwszoplanową rolą Juliusza, w obrazie Jerzego Kawalerowicza Prawdziwy koniec wielkiej wojny, aktor wystąpił w kilku rolach drugoplanowych i epizodach, z których do historii polskiego filmu przeszły – rola porucznika Rolanda w Orle Leonarda Buczkowskiego i Morderca w Pociągu Jerzego Kawlerowicza.
Od 1963 roku aktor związany był ze Szczecinem. Uchodził za jednego z najlepszych aktorów szczecińskich scen. Na deskach Państwowych Teatrów Dramatycznych (Teatr Polski, Teatr Współczesny) zagrał kilkadziesiąt ról. Po reorganizacji placówki w 1975 roku aż do śmierci był aktorem Teatru Polskiego w Szczecinie. Na szczecińskiej scenie zadebiutował w Piątej kolumnie Ernesta Hemingwaya w reżyserii Zbigniewa Cybulskiego. Stworzył wiele niezapomnianych ról, m.in. Jana Kazimierza w Cydzie Pierre’a Corneille’a, hrabiego Westmorelanda w Henryku V Williama Shakespeare’a, księcia Augusta Wilhelma w Dziesięciu paradoksach Józefa Grudy. Ostatnią rolą, jaką zagrał przed emeryturą, był Smietanicz w Mandacie Nikołaja Erdmana. 
Nie zerwał jednak kontaktu ze sceną, występując czasem gościnnie. W 2003 roku u boku aktorów seniorów Mariana Noska, Antoniego Szubarczyka, Zbigniewa Witkowskiego, Bohdana Janiszewskiego wystąpił w roli Jana Nepomucena Pożarskiego w adaptacji Chłopców Stanisława Grochowiaka w reżyserii Adama Opatowicza. Tę rolę szarmanckiego filuta, popijającego koniak w tajemnicy przed prowadzącymi placówkę zakonnicami i flirtującego z pensjonariuszkami, krytycy i publiczność zgodnie uznali za kreację życia aktora. Roland Głowacki grał ją, będąc już ciężko chorym. W tym samym roku wystąpił w głośnej, dwudziestopięcioodcinkowej radiowej adaptacji Porfiriona Osiełka Konstantego Ildefonsa Gałczyńskiego w reżyserii Adama Opatowicza.
Żonaty z Krystyną. Ma syna Macieja.
Zmarł 24 września 2005 roku w Szczecinie. Został pochowany 29 września na cmentarzu Centralnym (kw. 1A-3-18).

## Nagrody
- 1968: nagroda indywidualna ministra kultury i sztuki w IV konkursie „Bliżej teatru”, który się odbył w Nysie (20 października)
- 1969: nagroda zespołowa z okazji 24 rocznicy wyzwolenia Szczecina przyznana przez Prezydium WRN za wybitne osiągnięcia w upowszechnianiu kultury  dla zespołu artystycznego Państwowych Teatrów Dramatycznych w Szczecinie przez realizację sztuki Ryszarda Liskowackiego Brzeg (25 kwietnia)

## Pozostałe informacje
- Po bardzo przekonująco zagranej roli porucznika Rolanda w filmie Orzeł, środowisko marynarzy okrętów podwodnych uznało Rolanda Głowackiego za jednego z nich. Aktor do końca życia jeździł na spotkania Bractwa Okrętów Podwodnych, którego został członkiem rzeczywistym, a nie – co z dumą zaznaczał – honorowym.